# Oud-Alblas
Oud-Alblas (51° 52′ N, 4° 42′ L) é uma cidade dos Países Baixos, na província de Holanda do Sul. Oud-Alblas pertence ao município de Molenwaard, e está situada a 6 km, a norte de Dordrecht.
Em 2001, a cidade de Oud-Alblas tinha 1291 habitantes. A área urbana da cidade é de 0.19 km², e tem 455 residências. 
A área de Oud-Alblas, que também inclui as partes periféricas da cidade, bem como a zona rural circundante, tem uma população estimada em 2250 habitantes.

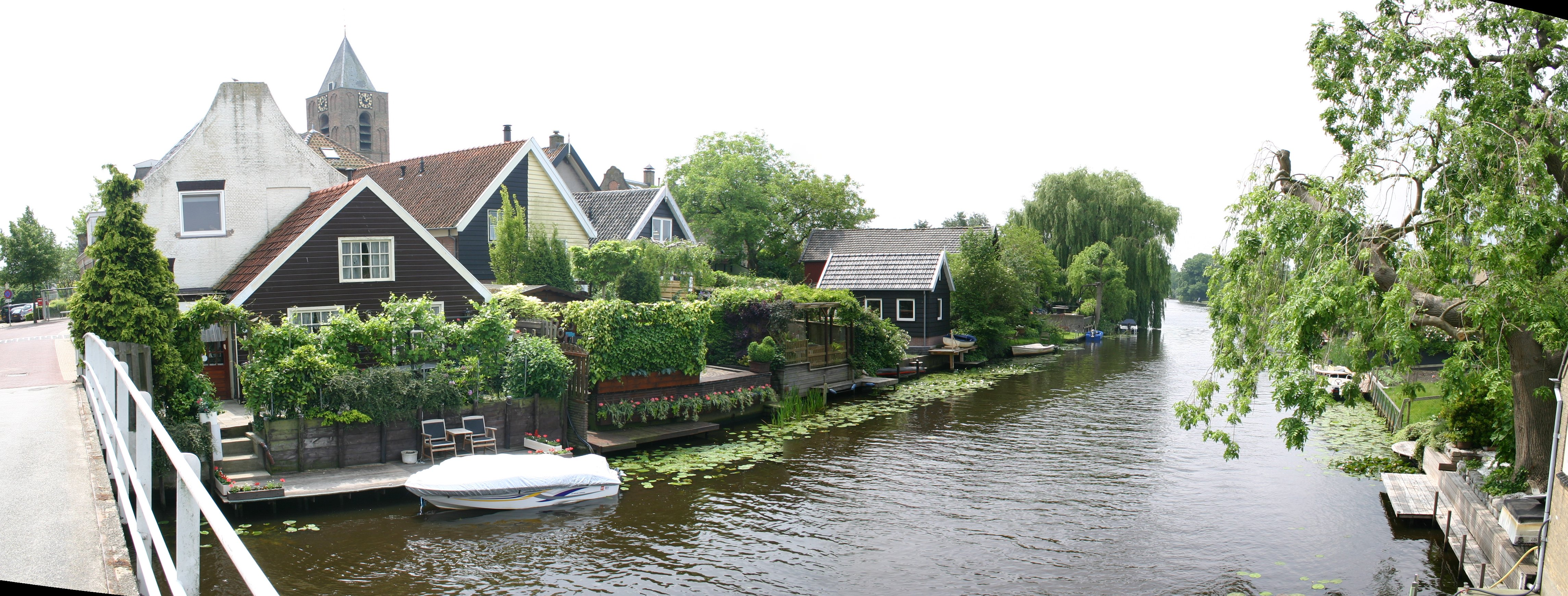
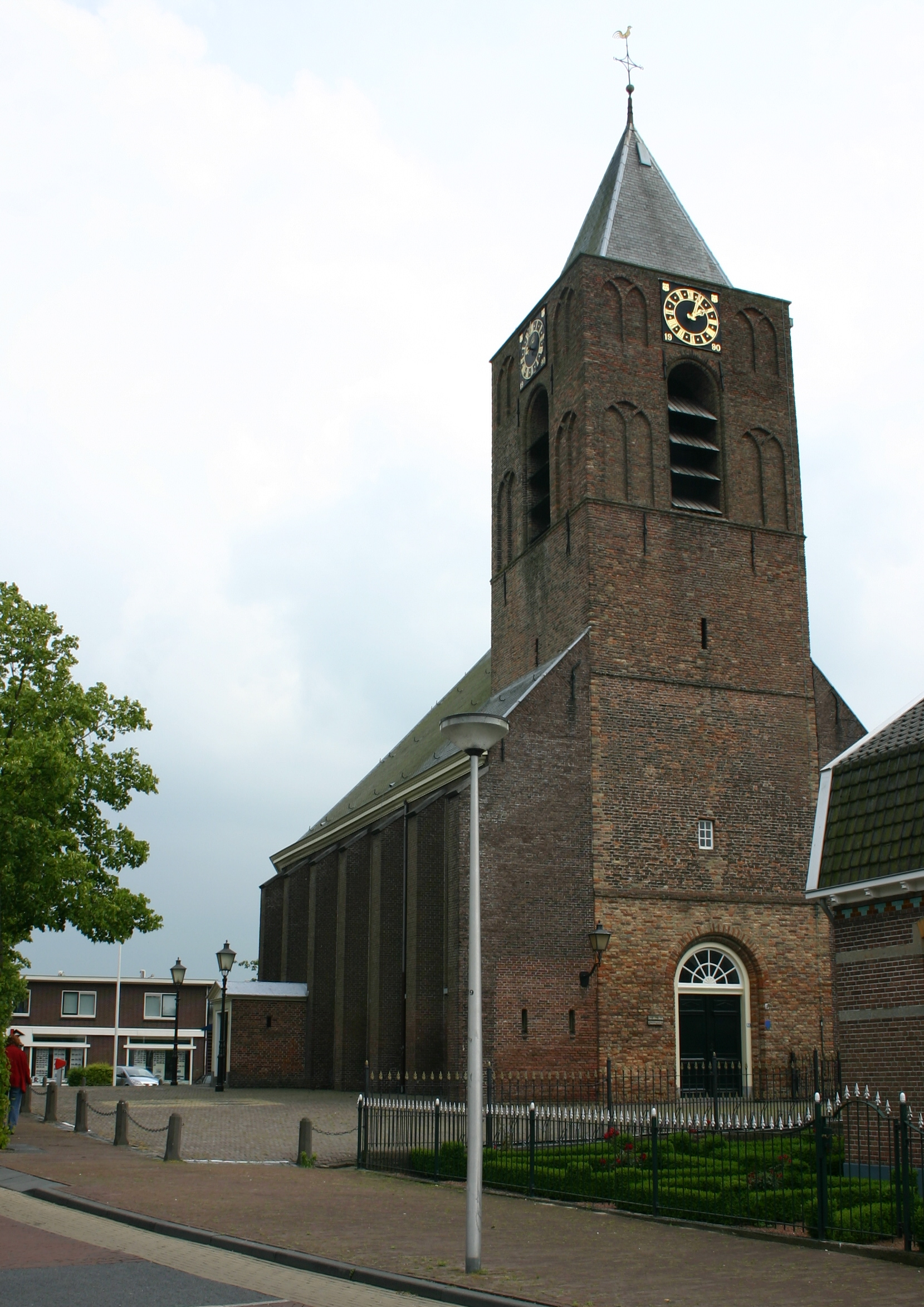